# 吉田裕一 (気象予報士)
吉田 裕一（よしだ ゆういち、1965年6月5日 ‐ ）はウェザーニューズ所属の気象予報士で、主に朝日放送テレビ・朝日放送ラジオ（ABC）の天気予報を担当。大阪市平野区出身。血液型A型。大阪大学工学部卒業。

## 現在の出演番組
- キャスト - 本来の気象キャスター・清水とおるが不在の日に代演。
- ABC天気予報（テレビ、ラジオ）
  - ラジオでは、桑原征平がパーソナリティを務める生ワイド番組（『征平・吉弥の土曜も全開!!』→『桑原征平粋も甘いも』木曜日）への内包分をレギュラーで担当（『粋も甘いも』の水曜日には清水が出演）。『粋も甘いも』では、2020年5月に「粋甘流☆美女と野獣NEO」（水曜日に放送される出会い頭の大喜利方式によるリスナー投稿コーナー）のお題「百聞は一見に如かず。征平は…?」の読み上げも任された。

## 過去の出演番組
- おはよう朝日土曜日です（1998年 - 2021年3月27日）
  - 『おはよう朝日です』（平日版）の気象キャスター・正木明が休演する場合には、平日版にも出演していた。
- おはようコールABC - 正木が不在の日に代演。
- ムーブ!（金曜）
- NEWSゆう（木・金曜）
- NEWSゆう+（木・金曜、2010年9月まで担当）
- トヨタ街かどお天気交差点（土曜分は後期に『征平・吉弥の土曜も全開!!』内で担当）

## その他
- 『ラジオ演芸もん』（ABCラジオ）2017年6月4日放送分「演芸こぼれ話」コーナーにて、同日のゲスト・尻谷よしひろ（放送作家・イベントプロデューサー。『トヨタ街かどお天気交差点』のスタッフとして吉田と同行することが多かった）に吉田の人となりについて語られた。
- 気象予報士としてABCテレビ制作番組への出演を始めた頃から頭髪が薄く、長年にわたって独身生活を続けていた。テレビ・ラジオを問わず、出演番組（『桑原征平粋も甘いも』など）で共演者（桑原征平など）から頭や私生活をネタに弄られることも多かったが、本人は笑いを交えながら平然と応じていた。しかし、2020年（令和2年）2月22日の『おはよう朝日土曜日です』エンディングで、12歳年下のピアニストと結婚したことを自ら発表した。